# Liste des albums musicaux numéro un au Billboard 200 en 2018
Cette page présente les albums musicaux numéro 1 chaque semaine en 2018 au Billboard 200, le classement officiel des ventes d'albums aux États-Unis établi par le magazine Billboard. Les cinq meilleures ventes annuelles sont également listées.

## Classement hebdomadaire
| Date          | Artiste(s)                  | Titre                                                                                                   | Référence |
| ------------- | --------------------------- | --- | --------- |
| 3 janvier     | Eminem                      | Revival                                                                                                 |           |
| 6 janvier     | Taylor Swift                | Reputation                                                                                              |           |
| 13 janvier    | Divers artistes             | The Greatest Showman: Original Motion Picture Soundtrack (Bande originale du film The Greatest Showman) |           |
| 20 janvier    | Divers artistes             | The Greatest Showman: Original Motion Picture Soundtrack (Bande originale du film The Greatest Showman) |           |
| 27 janvier    | Camila Cabello              | Camila                                                                                                  |           |
| 3 février     | Fall Out Boy                | Mania                                                                                                   |           |
| 10 février    | Migos                       | Culture II                                                                                              |           |
| 17 février    | Justin Timberlake           | Man of the Woods                                                                                        |           |
| 24 février    | Divers artistes             | Black Panther: The Album (Bande originale du film Black Panther)                                        |           |
| 3 mars        | Divers artistes             | Black Panther: The Album (Bande originale du film Black Panther)                                        |           |
| 10 mars       | Bon Jovi                    | This House Is Not for Sale                                                                              |           |
| 17 mars       | Divers artistes             | Black Panther: The Album (Bande originale du film Black Panther)                                        |           |
| 24 mars       | Logic                       | Bobby Tarantino II                                                                                      |           |
| 31 mars       | XXXTentacion                | ? |           |
| 7 avril       | Jack White                  | Boarding House Reach                                                                                    |           |
| 14 avril      | The Weeknd                  | My Dear Melancholy                                                                                      |           |
| 21 avril      | Cardi B                     | Invasion of Privacy                                                                                     |           |
| 28 avril      | Jason Aldean                | Rearview Town                                                                                           |           |
| 5 mai         | J. Cole                     | KOD |           |
| 12 mai        | Post Malone                 | Beerbongs & Bentleys                                                                                    |           |
| 19 mai        | Post Malone                 | Beerbongs & Bentleys                                                                                    |           |
| 26 mai        | Post Malone                 | Beerbongs & Bentleys                                                                                    |           |
| 2 juin        | BTS                         | Love Yourself: Tear                                                                                     |           |
| 9 juin        | Shawn Mendes                | Shawn Mendes                                                                                            |           |
| 16 juin       | Kanye West                  | Ye |           |
| 23 juin       | Dave Matthews Band          | Come Tomorrow                                                                                           |           |
| 30 juin       | 5 Seconds of Summer         | Youngblood                                                                                              |           |
| 7 juillet     | Panic! at the Disco         | Pray for the Wicked                                                                                     |           |
| 14 juillet    | Drake                       | Scorpion                                                                                                |           |
| 21 juillet    | Drake                       | Scorpion                                                                                                |           |
| 28 juillet    | Drake                       | Scorpion                                                                                                |           |
| 4 août        | Drake                       | Scorpion                                                                                                |           |
| 11 août       | Drake                       | Scorpion                                                                                                |           |
| 18 août       | Travis Scott                | Astroworld                                                                                              |           |
| 25 août       | Travis Scott                | Astroworld                                                                                              |           |
| 1er septembre | Ariana Grande               | Sweetener                                                                                               |           |
| 8 septembre   | BTS                         | Love Yourself: Answer                                                                                   |           |
| 15 septembre  | Eminem                      | Kamikaze                                                                                                |           |
| 22 septembre  | Paul McCartney              | Egypt Station                                                                                           |           |
| 29 septembre  | Carrie Underwood            | Cry Pretty                                                                                              |           |
| 6 octobre     | Brockhampton                | Iridescence                                                                                             |           |
| 13 octobre    | Lil Wayne                   | Tha Carter V                                                                                            |           |
| 20 octobre    | Lady Gaga et Bradley Cooper | A Star Is Born (Bande originale du film A Star Is Born)                                                 |           |
| 27 octobre    | Lady Gaga et Bradley Cooper | A Star Is Born (Bande originale du film A Star Is Born)                                                 |           |
| 3 novembre    | Lady Gaga et Bradley Cooper | A Star Is Born (Bande originale du film A Star Is Born)                                                 |           |
| 10 novembre   | Andrea Bocelli              | Sì |           |
| 17 novembre   | Metro Boomin                | Not All Heroes Wear Capes                                                                               |           |
| 24 novembre   | Kane Brown (en)             | Experiment                                                                                              |           |
| 1er décembre  | Mumford and Sons            | Delta                                                                                                   |           |
| 8 décembre    | Travis Scott                | Astroworld                                                                                              |           |
| 15 décembre   | Meek Mill                   | Championships                                                                                           |           |
| 22 décembre   | XXX Tentacion               | Skins                                                                                                   |           |
| 29 décembre   | Kodak Black                 | Dying to Live                                                                                           |           |

## Classement annuel
Les 5 meilleures ventes d'albums de l'année aux États-Unis selon Billboard :
1. Taylor Swift - Reputation
2. Drake - Scorpion
3. Post Malone - Beerbongs & Bentleys
4. Divers artistes - The Greatest Showman: Original Motion Picture Soundtrack
5. Ed Sheeran - ÷